# 질산 마그네슘
질산 마그네슘(Magnesium nitrate)은 Mg(NO3)2(H2O)x라는 공식을 갖는 무기 화합물을 말하며, 여기서 x는 6, 2, 0이다. 모두 흰색 고체이다. 무수 물질은 흡습성이 있어 공기 중에 방치하면 빠르게 6수화물을 형성한다. 모든 염은 물과 에탄올 모두에 매우 잘 녹는다.

## 발생, 준비, 구조
수용성이 높은 질산마그네슘은 광산과 동굴에서만 자연적으로 니트로마그네사이트(6수화물 형태)로 발생한다.
상업에 사용되는 질산마그네슘은 질산과 각종 마그네슘염의 반응으로 만들어진다.